# NGC 319
NGC 319 is een balkspiraalstelsel in het sterrenbeeld Phoenix. NGC 319 staat op ongeveer 293 miljoen lichtjaar van de Aarde.
NGC 319 werd op 5 september 1834 ontdekt door de Britse astronoom John Herschel.

## Synoniemen
- PGC 3398
- ESO 243-13
- MCG -7-3-1